# Уньон-Хуарес (муниципалитет)
Уньо́н-Хуа́рес (исп. Unión Juárez) — муниципалитет в Мексике, штат Чьяпас, с административным центром в одноимённом посёлке. Численность населения, по данным переписи 2020 года, составила 16 008 человек.

## Общие сведения
Название Unión Juárez (с исп. — «Союз Хуареса») дано в честь национального героя, президента Бенито Хуареса.
Площадь муниципалитета равна 62 км², что составляет 0,1 % от площади штата, а наиболее высоко расположенное поселение Чикиуите, находится на высоте 2181 метр.
На западе он граничит с другим муниципалитетом Чьяпаса — Какаоатаном, а на севере, востоке и юге проходит государственная граница с Республикой Гватемала.

## Учреждение и состав
Муниципалитет был образован в 1921 году, по данным 2020 года в его состав входит 62 населённых пункта, самые крупные из которых:
| Код INEGI                  | Населённый пункт                                                                          | Численность населения (2005 год) | Численность населения (2010 год) | Численность населения (2020 год) |
| -------------------------- | ----------------------------------------------------------------------------------------- | -------------------------------- | -------------------------------- | -------------------------------- |
| 105                        | Всего                                                                                     | 13459                            | 14089                            | 16008                            |
| 0024                       | Санто-Доминго (исп. Santo Domingo) 15°01′50″ с. ш. 92°06′19″ з. д.                        | 3538                             | 3796                             | 4334                             |
| 0001                       | Уньон-Хуарес (исп. Unión Juárez) 15°03′39″ с. ш. 92°04′55″ з. д. (административный центр) | 2669                             | 2635                             | 2987                             |
| 0016                       | Онсе-де-Абриль (исп. Once de Abril) 15°03′10″ с. ш. 92°08′32″ з. д.                       | 1157                             | 1209                             | 1286                             |
| 0026                       | Тринидад (исп. Trinidad) 15°02′14″ с. ш. 92°07′08″ з. д.                                  | 872                              | 975                              | 1055                             |
| 0019                       | Сан-Херонимо (исп. San Jerónimo) 15°02′30″ с. ш. 92°08′20″ з. д.                          | 552                              | 723                              | 880                              |
| 0005                       | Кордова-Матасанос (исп. Córdova Matasanos) 15°04′36″ с. ш. 92°04′48″ з. д.                | 735                              | 775                              | 763                              |
| 0025                       | Талькьян (исп. Talquián) 15°05′09″ с. ш. 92°05′04″ з. д.                                  | 506                              | 530                              | 575                              |
| —                          | Прочие                                                                                    | 3430                             | 3446                             | 4128                             |
| Названия на карте Генштаба |                                                                                           |                                  |                                  |                                  |

## Экономическая деятельность
По статистическим данным 2000 года, работоспособное население занято по секторам экономики в следующих пропорциях:
- сельское хозяйство и животноводство — 58,6 %;
- промышленность и строительство — 8,6 %;
- торговля, сферы услуг и туризма — 31,5 %;
- безработные — 1,3 %.

## Инфраструктура
По статистическим данным 2020 года, инфраструктура развита следующим образом:
- электрификация: 98,8 %;
- водоснабжение: 83,5 %;
- водоотведение: 97,8 %.

## Туризм
Основными туристическими достопримечательностями являются:
- Вулкан Такана, расположенный на границе с Гватемалой;
- Дом-музей Кофе в Санто-Доминго и расположенный неподалёку экологический заповедник.